# Nasser Sandjak
Nasser Sandjak (ur. 28 września 1960 w Paryżu) – piłkarz algierski, a po zakończeniu kariery trener. W latach 1999–2000 był selekcjonerem reprezentacji Algierii.

## Kariera piłkarska
W swojej karierze piłkarskiej Sandjak grał we francuskich amatorskich klubach: CA Romainville, ES Viry-Châtillon i Olympique Noisy-le-Sec.

## Kariera trenerska
Po zakończeniu kariery piłkarskiej Sandjak został trenerem. Prowadził głównie Olympique Noisy-le-Sec. W latach 1999–2000 był selekcjonerem reprezentacji Algierii. Prowadził ją w 2000 roku w Pucharze Narodów Afryki 2000. Algieria odpadła na nim w ćwierćfinale.